# Alexandriai Nemzeti Múzeum
Az Alexandriai Nemzeti Múzeum az egyiptomi Alexandriában áll. 2003. december 31-én nyílt meg, egy olasz stílusú épületben, amely korábban egy fakereskedő otthona, majd az Egyesült Államok konzulátusának épülete volt.

## Gyűjteménye
Az Alexandriai Nemzeti Múzeum gyűjteménye körülbelül 1800 tárgyból áll, melyek a város és Egyiptom történelmét mutatják be. Nagy részük más egyiptomi múzeumokból származik. A gyűjtemény három fő részre osztható: ókori egyiptomi, kopt és muszlim kori kiállítási tárgyakra. Számos lelet a ptolemaida korból származik, többek közt Hérakleionból és Kanópuszból. Több kiállítási tárgy Alexandria történelmét mutatja be, ezek közt 20. századi tárgyak is szerepelnek.

## Fordítás
- Ez a szócikk részben vagy egészben  az   Alexandria National Museum című angol Wikipédia-szócikk ezen változatának fordításán alapul.  Az eredeti cikk szerkesztőit annak laptörténete sorolja fel. Ez a jelzés csupán a megfogalmazás eredetét és a szerzői jogokat jelzi, nem szolgál a cikkben szereplő információk forrásmegjelöléseként.